# Hiromasa Azuma
Hiromasa Azuma (født 29. august 1977) er en tidligere japansk fodboldspiller.
Han har spillet for flere forskellige klubber i sin karriere, herunder Ventforet Kofu.